# Halitholus intermedius
Halitholus intermedius is een hydroïdpoliep uit de familie Pandeidae. De poliep komt uit het geslacht Halitholus. Halitholus intermedius werd in 1902 voor het eerst wetenschappelijk beschreven door Browne. 